# يوم مر ويوم حلو (فلم)
يوم مر ويوم حلو فيلم دراما مصري عرض في عام 1988، من تأليف وإخراج خيري بشارة.

## القصة
عائشة محمد المناديلي هي أم لأربعة بنات (سناء وسعاد ولمياء وأسماء ) وصبي صغير (نور)، تسكن العائلة في حي فقير جداً من أحياء شبرا، مات زوج عائشة وترك عليها ديون كثيرة تجاهد بكل ما أوتيت من قوة لسدادها حيث كانت قد أنفقت كل ما تملك من مال على علاجه.
تعمل عائشة وابنتها سعاد في مهنة الخياطة، بينما تدرس لمياء التمريض فتصبح ممرضة وتكسب رزقها من هذه المهنة . أما أسماء وهي أصغر البنات فما زالت على مقاعد الدراسة وتعاني من مرض في القلب وبحاجة لعلاج وغذاء لا تقوى والدتها على تأمينه، أما سناء البنت الكبرى فكانت متزوجة من عرابي النجار (محمد منير ) الذي كان يقيم معهم في نفس المنزل وأصبح يتصرف وكأنه صاحب البيت، ولم يكتفي بهذا بل تقرّب من سعاد أخت سناء وأحبته لتقدم على الانتحار بعد اكتشاف سناء الأمر.

## أبطال الفيلم
- فاتن حمامة بدور عائشة محمد
- محمد منير بدور عرابي
- حنان يوسف بدور سناء عبد الجبار
- محمود الجندي بدور حربي
- سيمون بدور لمياء عبد الجبار
- يلوى محمد أحمد بدور الصبية اسمه عبد الجبار
- جالا فهمي بدور المذيعة
- سهير سالم بدور أم دوس
- حسن عبدالسلام بدور بيومي صاحب الفرن
- عبلة كامل بدور سعاد عبد الجبار
- رندا بدور نوال
- علاء عوض
- محمد مصطفى بدور حسيب بائع اللبن
- أحمد كمال بدور نبيل الخراط
- محمد هنيدي بدور مساعد المذيع
- لطفي لبيب بدور الجار
- فادي فايز طفل
- مدحت إبراهيم طفل
- سحر محمد
- محمد مصطفى
- مصطفى بكري
- علي خليفة
- ميرفت الشناوي
- خالد حافظ
- محمد سلامه
- إبراهيم أحمد
- احمد حسين بدور الطفل نور عبد الجبار